# Санта-Еулалія (Візела)
Санта-Еулалія (порт. Santa Eulália; МФА: [ˈsɐ̃.tɐ iw.ˈɫa.ɫi.ɐ]) — парафія в Португалії, у муніципалітеті Візела. Розташована в північно-західній частині країни, на теренах історичної португальської провінції Дору-Міню. Входить до складу округу Брага. За адміністративним поділом, чинним до 1976 року, терени парафії були складовою провінції Міню. Належить до Бразької архідіоцезії Католицької церкви. Патрон — свята Евлалія. Площа — 5,6405 км². Населення — 5619 ос. (2011). Середньо урбанізований регіон. Густота населення — 996,19 осіб/км²
. Код — 031401.

## Населення
| Кількість мешканців | Кількість мешканців | Кількість мешканців | Кількість мешканців | Кількість мешканців | Кількість мешканців | Кількість мешканців | Кількість мешканців | Кількість мешканців | Кількість мешканців | Кількість мешканців | Кількість мешканців | Кількість мешканців | Кількість мешканців | Кількість мешканців |
| ------------------- | ------------------- | ------------------- | ------------------- | ------------------- | ------------------- | ------------------- | ------------------- | ------------------- | ------------------- | ------------------- | ------------------- | ------------------- | ------------------- | ------------------- |
| 1864                | 1878                | 1890                | 1900                | 1911                | 1920                | 1930                | 1940                | 1950                | 1960                | 1970                | 1981                | 1991                | 2001                | 2011                |
| 923                 | 986                 | 1 095               | 1 095               | 1 139               | 1 141               | 1 176               | 1 425               | 1 690               | 2 105               | 2 670               | 3 254               | 4 289               | 5 200               | 5 619               |